# Place to be
『place to be』（プレイス・トゥ・ビー）は、日本の歌手・郷ひろみが2008年6月11日にSony Recordsから発売した36枚目のオリジナルアルバムである。

## 内容
前作『SAMBA de GO 〜HIROMI GO Latin Song Collection〜』から約10か月、オリジナルアルバムとしては『Evolution』から約2年9か月ぶりの作品。
初回生産限定盤と通常盤の2形態で発売され、初回生産限定盤には特典として「君だけを feat.童子-T」のミュージック・ビデオを収録したDVDが同梱された。
同年春にオフィシャルサイトにて実施された次作のシングルを決める企画で当選した「君だけを feat.童子-T」のほか、落選してしまった「Reverse 〜どうしてこんなに〜」「ありのままでそばにいて」「このメロディだけは」の3曲も収録された。

## 収録曲
1. Reverse 〜どうしてこんなに〜 [4:56]
作詞：松井五郎
作曲：川口進
編曲：ha-j
コーラスアレンジ：知野芳彦
2. 君だけを feat.童子-T [4:45]
作詞：童子-T
作曲：童子-T、Shingo.S、DJ TAKI-SHIT
編曲：DJ TAKI-SHIT、Shingo.S
90thシングルの表題曲。
3. 走れメロス 〜ニードロップ〜 [4:24]
作詞・作曲：増子達郎
編曲：真崎修
4. Good Times Bad Times [3:57]
作詞：岩里祐穂
作曲：真崎修
編曲：真崎修、山中剛
89thシングルの表題曲。
5. 君の中のぼくに伝えたい [4:22]
作詞：Kenn Kato
作曲・編曲：2 SOUL for 2 SOUL MUSIC,INC
6. ありのままでそばにいて [4:57]
作詞・作曲：川江美奈子
編曲：河野圭
コーラスアレンジ：河合夕子
後に91stシングルの表題曲としてリカットされた。
7. Boom Boom Boom [4:29]
作詞・作曲：カイク・サンタンデール
日本語詞：森雪之丞
編曲：真崎修
両A面からなる88thシングルの表題1曲目。
8. Water Crown 〜水の王冠〜 [4:23]
作詞・作曲：石井竜也
編曲：益田トッシュ
9. LATIN FESTA [3:57]
作詞・作曲・編曲・コーラスアレンジ：笹本安嗣
10. そこに居てくれるだけでいい [6:10]
作詞・作曲：近藤薫
編曲：関淳二郎
11. このメロディだけは [5:30]
作詞・作曲：松本卓也
編曲：澤近泰輔
コーラスアレンジ：河合夕子
後に91stシングルのカップリング曲としてリカットされた。

## 参加ミュージシャン
- 郷ひろみ：Vocal (全曲)、Chorus (#2-4,7-11)

Additional Musician
- 真崎修：Electric Guitar (#3,4)、Electric Guitars (#7)、Acoustic Guitar (#3)、All Other Instruments (#3,4)、Chorus (#3,4)
- 増崎孝司：Electric Guitar (#3)
- ウィルソン・モントゥオーリ：Guitars (#5)
- 秋山浩徳：Guitar (#6)
- 小倉昌浩：Lead Acoustic Guitars (#7)
- 益田トッシュ：Acoustic Guitar & All Other Instruments (#8)
- 石成正人：Acoustic Guitar (#8)
- 関淳二郎：Guitar (#10)
- 鈴川真樹：Guitar (#11)
- アーロン・ベリンファンティ：Drums & Percussion & Drum Programming & Synthesizers (#5)
- 宮田繁男：Drums (#6)
- 江口信夫：Drums (#10)
- 河村智康：Drums (#11)
- 美久月千晴：Bass (#10,11)
- デビット・バーネット：Live Bass (#5)
- 種子田健：Bass (#6)
- 河野圭：Piano (#6)
- 中西康晴：Piano (#10)
- 澤近泰輔：Piano (#11)
- 小堀ケネス：Keyboards & Synthesizers & Chorus (#5)
- フィリップ・ウー：Keyboards (#8)
- 後藤ストリングス：Strings (#6)
- 四家ストリングス：Strings (#10)
- クラッシャー木村ストリングス：Strings (#11)
- 花沢加絵：Chorus (#3,4)
- 河合夕子：Chorus (#6,11)
- 竹内浩明：Chorus (#6,11)
- Sen：Chorus (#6,11)
- 知野芳彦：Chorus (#1)
- ダイナマイトブラザーズ：Chorus (#7)
- ha-j：All Instruments (#1)
- 山中剛：All Other Instruments (#4,7)
- 2 SOUL：All Other Instruments (#5)
- 笹本安嗣：All Instruments & Chorus (#9)
- Ayano：Sexy Voice (#9)

## タイアップ
- ニューギン『CR GO!GO!郷SECOUD STAGE』主題歌 (#4)